# Volemys musseri
Volemys musseri é uma espécie de roedor da família Cricetidae.
Apenas pode ser encontrada na China.